# Pomnik Wojciecha Kaźmierczaka w Dąbrowie
Pomnik Wojciecha Kaźmierczaka – pomnik w formie betonowego krzyża stylizowanego na pnie, umieszczonego na wysokim  kamiennym cokole, zlokalizowany w centrum kompleksu leśnego Jasne Pole należącego do Dąbrów Krotoszyńskich.
Pomnik znajduje się kilkadziesiąt metrów na północ od byłej leśniczówki Dąbrowa w centralnej części kompleksu Jasne Pole, w gminie Krotoszyn, po wschodniej stronie drogi Roszki - Koźminiec.
Monument upamiętnia leśniczego Wojciecha (Adalberta) Kaźmierczaka zamordowanego przez kłusownika w 1903.